# Michelfeld (Marktsteft)
Michelfeld ist ein Stadtteil von Marktsteft im unterfränkischen Landkreis Kitzingen.

## Geografische Lage
Das Kirchdorf Michelfeld liegt im Osten des Marktstefter Gemeindegebietes. Weiter im Norden befindet sich das Hegholz als Forstareal, weiter nördlich beginnt mit der Gemarkung von Sickershausen das Stadtgebiet von Kitzingen. Im Osten grenzt die Gemarkung von Mainbernheim mit der aufgegebenen Siedlung Rügerrieth und der gleichnamigen Waldabteilung an Michelfeld. Im Südosten befindet sich eine Willanzheimer Exklave. Südlich liegt die ebenfalls zu Marktsteft gehörende Wasenmeisterei. Im Westen liegt Marktsteft, das mit dem Gemeindeteil über die Staatsstraße 2420 verbunden ist. Nordwestlich beginnt mit Hohenfeld ebenfalls das Gebiet der Kreisstadt.
Naturräumlich hat Michelfeld Anteile an der Mainbernheimer Ebene, einer Untereinheit des Steigerwaldvorlandes mit flachwelligen Bachtälern und übersandeten Lettenkeuperböden. Durch Michelfeld fließt der Traugraben in Richtung des Mains.

## Geschichte

### Ortsname
Der Ortsname Michelfeld verweist auf die Zeit der Fränkischen Landnahme im 7. und 8. Jahrhundert. Zwischen den karolingischen Königshöfen Kitzingen und Riedfeld bei Neustadt an der Aisch gab es die „Feldkette“ Hohenfeld, Michelfeld, Speckfeld, Frankenfeld und Langenfeld.:68 Im Althochdeutschen bedeutete „Feld“ eine Landschaft, die aufgrund ihrer einfachen Durchgängigkeit im Gegensatz zu Waldgebieten stand. 
Das Präfix Michel- konkretisiert die Landschaftsbeschreibung weiter. Es stammt aus dem Germanischen und leitet sich vom gleichlautenden Adjektiv ab, das groß oder ausgedehnt bedeutet. Damit kann der Name Michelfeld als Ort am großen Feld gedeutet werden.:67 Im Laufe des Mittelalters entwickelte sich eine Pseudoetymologie, die den Ortsnamen mit dem seit dem 5. Jahrhundert verehrten Heiligen Erzengel Michael verband. Sie fand ihren Niederschlag im Patrozinium der Kirche und wurde letztendlich auch bei der Wappenverleihung im Jahr 1969 rezitiert.

### Ortsgeschichte
Schon frühzeitig war die Umgebung von Michelfeld besiedelt. In der Flur gab es Funde aus der Urnenfelderkultur 1200–800 v. Chr.:68
1157 wurde der Ort als „Michelveth“ zum ersten Mal in einer Würzburger Bischofsurkunde erwähnt, als das Prämonstratenserstift Tückelhausen einen Fronhof mit sieben zugehörigen Bauernhöfen, Äckern und Wald von unbekannten Käufern erwarb. Dabei spielte vermutlich der benachbarte Dienstmann Diemo von Willanzheim eine gewisse Rolle.
Keine sichtbaren Spuren sind vom 1245 gegründeten Kloster Michelfeld erhalten. Der Frauenkonvent wurde vielleicht von den Herren von Hohenlohe gegründet, auf jeden Fall unterstützt und erhielt vom Papst Alexander IV. (1254–1261) die Bestätigung. Das Kloster unterstand dem Abt des Klosters Oberzell. Der Bischof von Würzburg hatte das Zustimmungs- bzw. Einspruchsrecht bei der Wahl der Priorin. Bereits im Jahre 1305 wurde das Stift für Prämonstratenserinnen aufgelöst und die Nonnen kamen nach Tückelhausen.
Die Frühgeschichte von Michelfeld ist etwas kompliziert, weil im 14. Jahrhundert zeitweise zwei Burgen mit mehreren Besitzern nebeneinander existierten. Die Geschichte der unteren Burg wird weiter unten bei der Schlossanlage dargestellt. Dagegen wurde die obere Burg in Richtung Mainbernheim offenbar erst von den Gebrüdern Heinrich und Hans von Meyenberg
aus der weitverzweigten Adelssippe von Ehenheim erbaut, die um 1340 dort von ihrem Vetter Johann Übel von Walkershofen Besitz erworben hatten. Sie kann eigentlich nur eine kleine Wasserburg am Ostrand des Ortes im Bereich des heutigen Sees gewesen sein. Karl IV. erwarb am 31. Januar 1367 von den Brüdern Heinrich und Hans von Meinberg diese Burg Michelfeld mit einem Viertel an der unteren, aber ihr weiteres Schicksal ist noch ungeklärt.
Sein Sohn König Wenzel von Böhmen gab Dorf und Burg Michelfeld zusammen mit Heidingsfeld, Mainbernheim und Prichsenstadt dem Burggrafen Johann von Nürnberg und Markgrafen von Ansbach–Brandenburg als Pfand. Da eine Auslösung Michelfelds nicht stattfand, blieb das Haus Brandenburg-Ansbach Landesherr im Ort. Es vergab 1501 das Lehen an Wilhelm von Bebenburg, von 1533 bis 1611 an das Geschlecht derer von Hutten und danach an die Herren von Thüna. 1663 übernahmen die Markgrafen von Ansbach selbst den Grundbesitz im Ort und richteten ein eigenes Vogtamt ein. Dieses kam 1689 zum Kastenamt Mainbernheim.:68 Anders als das benachbarte Marktsteft gehörte Michelfeld nie zu den sechs ansbachischen „Maindörfern“. In unmittelbarer Umgebung des Dorfes befand sich die markgräfliche Wasenmeisterei, die noch ein Gemeindeteil von Marktsteft ist.
Mit Ansbach fiel Michelfeld 1791 an Preußen und gehörte ab 1805 zum Kurfürstentum Bayern. Nach der Zugehörigkeit zum Großherzogtum Würzburg ab 1810 kam der Ort 1814 endgültig zum Königreich Bayern.:68 Seit der Gebietsreform von 1978 ist Michelfeld ein Gemeindeteil von Marktsteft.

### Bevölkerungsentwicklung
| Jahr      | 1834 | 1865 | 1864 | 1925 | 1939 | 1950 | 1970 |
| --------- | ---- | ---- | ---- | ---- | ---- | ---- | ---- |
| Einwohner | 351  | 365  | 351  | 302  | 293  | 415  | 333  |

## Wappen
| | Blasonierung: „In Schwarz der stehende Erzengel Michael mit silberner Tunika und silbernen Flügeln, der in der Rechten das blaue Flammenschwert mit goldenem Griff emporhält und links einen blauen Rundschild trägt, welcher mit einer golden- und silberstrahligen Sonne belegt ist.“ |
| Wappenbegründung: Im Jahre 1967 wurde der Gemeinde Michelfeld das Wappen verliehen. Der Erzengel Michael verweist auf den Ortsnamen Michelfeld. Die Tingierung ist ein Hinweis auf die Herrschaft der Markgrafen von Brandenburg-Ansbach, deren Wappen ebenfalls die Farben Silber und Schwarz aufweist. | |

## Kultur und Sehenswürdigkeiten

### St. Michael

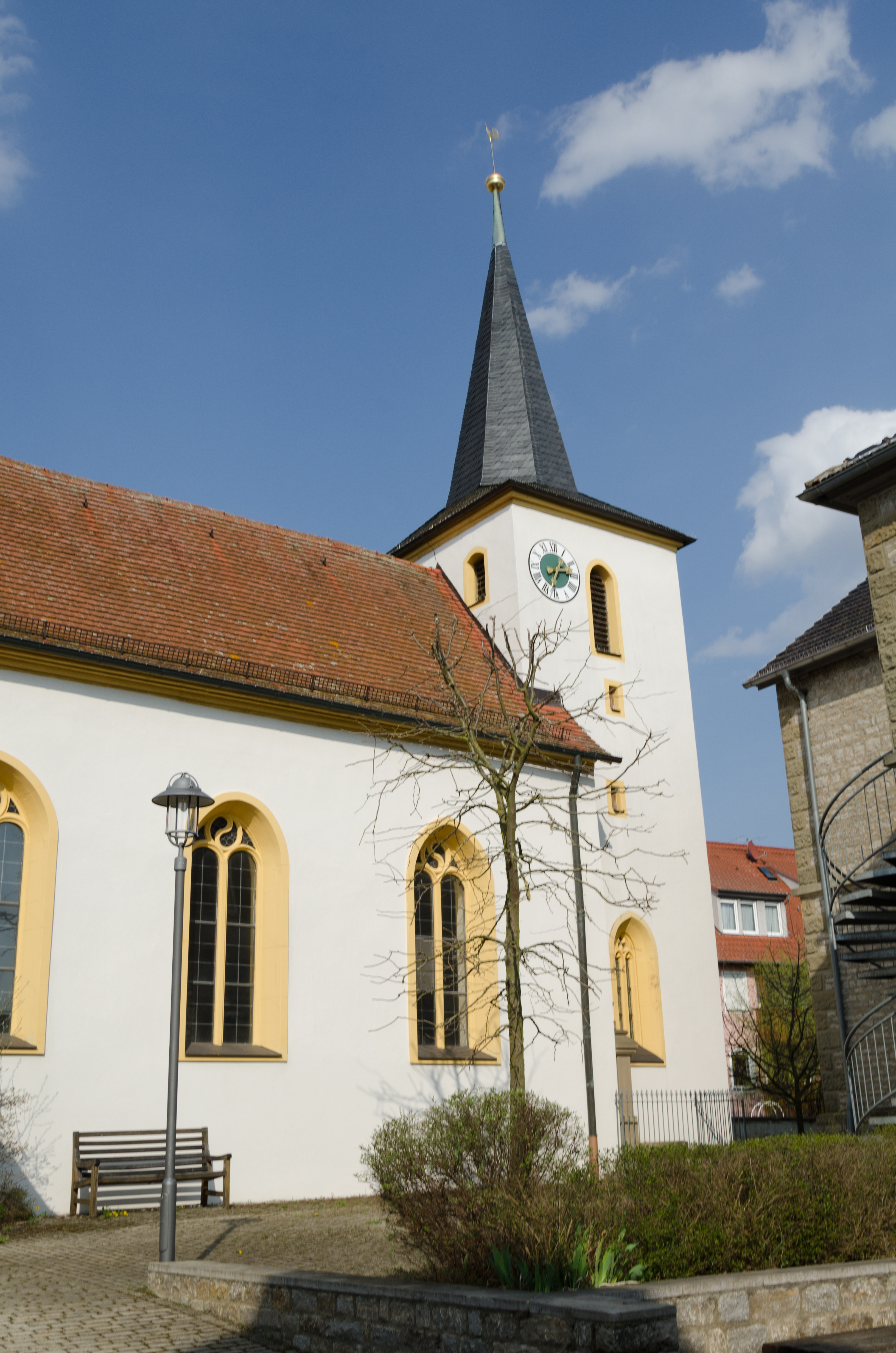
Turm der Michaelskirche in Marktsteft

Der Turm der Pfarrkirche St. Michael stammt vom Anfang des 14. Jahrhunderts. Unter dem Dorfherrn Anselm von Thüna wurde 1603 ein neues Langhaus errichtet. Trotz einer Vergrößerung des Kirchenschiffs 1715 und mehrerer Renovierungen blieb die Innenausgestaltung aus dieser Zeit erhalten. Die bildlichen Darstellungen und Bibelzitate erschließen dem Besucher zentrale Glaubens–Aussagen der Erbauer.
Der Altar besaß vor 1964 ein neugotisches Gesprenge. Es konnte bei der Renovierung im genannten Jahr nicht erhalten werden. Bei der letzten Renovierung von 2001 bis 2004 wurde der 1964 gemauerte Altar abgebrochen und aus Sandstein neu aufgebaut. Heute schmückt ihn nur noch ein einfaches Holzkreuz.

### Schlossanlage
Das Michelfelder Schloss geht auf eine spätmittelalterliche Burganlage zurück, deren komplizierte Besitzgeschichte neuerdings etwas näher erforscht werden konnte. Maßgeblich dafür war der Besitzerwerb des Ritters Konrad Zollner 1316 vom Kloster Ebrach, der sich 1320 erstmals nach seiner Burg Michelfeld nannte. Möglicherweise geht dabei die 1348 genannte Burgkapelle St. Maria auf die Klosterkirche von 1261 zurück. Aber bereits eine Generation später war die Burg in vier Anteile aufgeteilt, die seine Erben aus den Familien von Seckendorff, von Randersacker, Kropf und Übel von Ehenheim bzw. deren Vettern von Meyenberg innehatten. Mit dem Kauf von 1367 wurde Michelfeld ein Teil der Landbrückenpolitik Kaiser Karls IV. zwischen seiner Residenz in Prag und seinen luxemburgischen Stammlanden und rundete einen Besitzkern mit Willanzheim (1363), Iphofen und Schwanberg (1366) ab. Sein Sohn Wenzel führte diese Politik nicht weiter, sondern löste diesen Besitz auf und ließ 1412 seinen Schwager Burggraf Johann von Nürnberg die verpfändete Burg Michelfeld auslösen. Im 15. Jahrhundert besaßen die Herren von Hohenheim das Schloss Michelfeld, die als Nebenlinie der Zollner gelten. Nach einer Episode als Pfand des Schenken Friedrich von Limpurg (zu Speckfeld) für das Heiratsgut seiner Frau Gräfin Katharina von Wertheim (1493–1501) ging das Schloss mit 480 Mg. Feld, 87 1/2 Mg. Wiesen, 13 Mg. Weingärten, drei Weihern, Wäldern, einer Schäferei und Feldern zu Hohenfeld 1501 als Ansbacher Lehen an Wilhelm von Bebenburg über. Wohl erst im 16. Jahrhundert wurde die Burg zu einem Wasserschloss ausgebaut.  1604 wurde die Anlage so beschrieben: „Der adelige Wohnsitz und Schloss … einem springenden Rohr und einem Schöpfbrunnen im Schloßhof, inmaßen dasselbig sämtlich mit einer sonderbaren Mauer, auch Wassergraben umfangen, dann durch Schloßbrücke und Tor bewehrt, dann der schöne große Vorhof …, dann noch mit einem sonderbaren (= besonderen)Tor bewehrt.“ Aus den Angaben und den heutigen Resten lässt sich auf eine rechteckige Anlage um einen Innenhof schließen.
1604 bot Bernhard von Hutten dem Markgrafen seinen Besitz an. Der Dreißigjährige Krieg hinterließ schwere Zerstörungen. Julius Albrecht von Thüna baute Schloss und Gut wieder auf und verschuldete sich dafür. Am 4. Januar 1663 mussten er und sein Sohn ihren Besitz an Markgraf Albrecht von Brandenburg verkaufen. 1713 wurde das Schlossgut in drei Anwesen aufgeteilt und weiterveräußert mit Zehntauflagen.

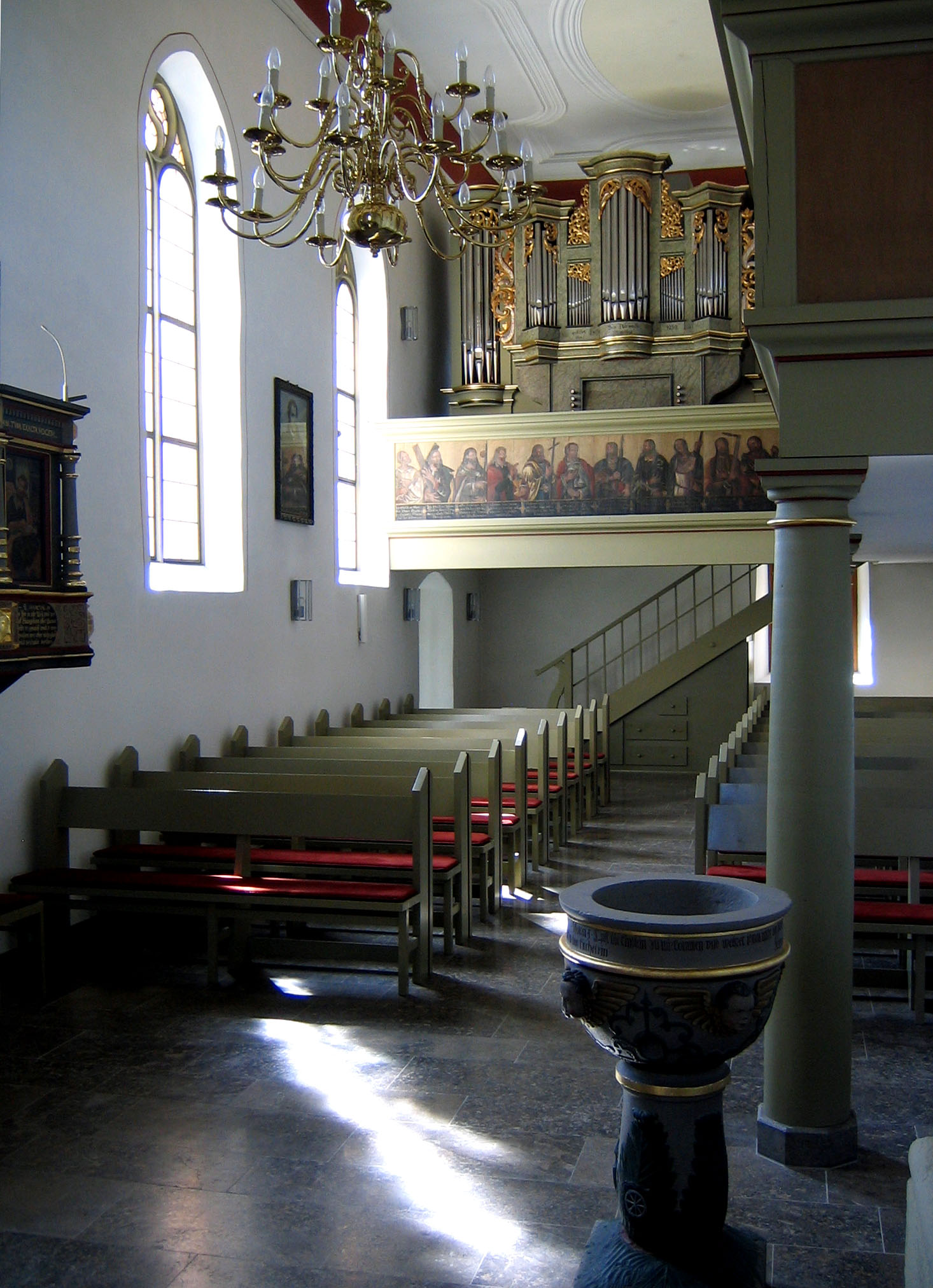
Innenraum St. Michael
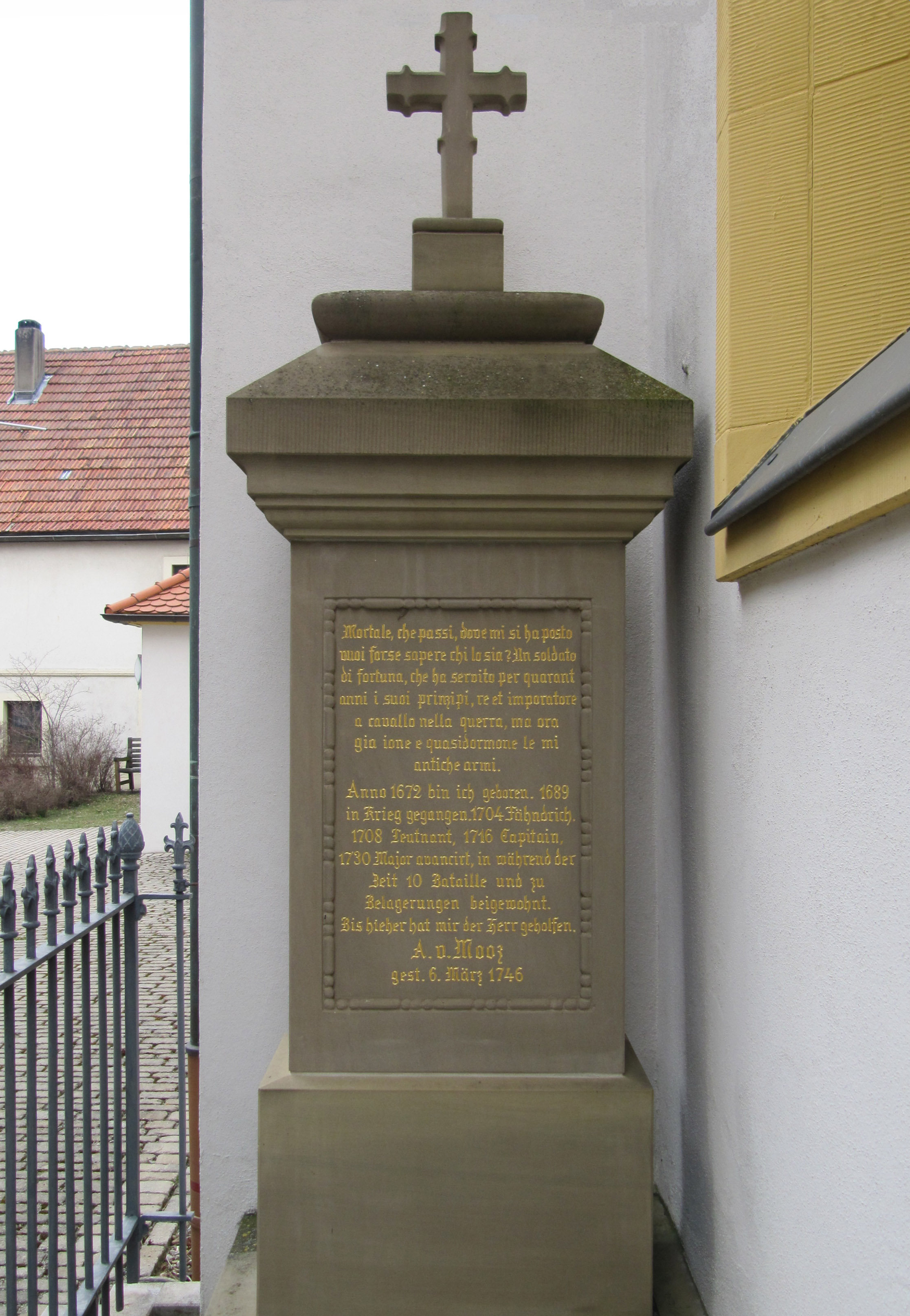
Grabstein des Andreas von Mooz
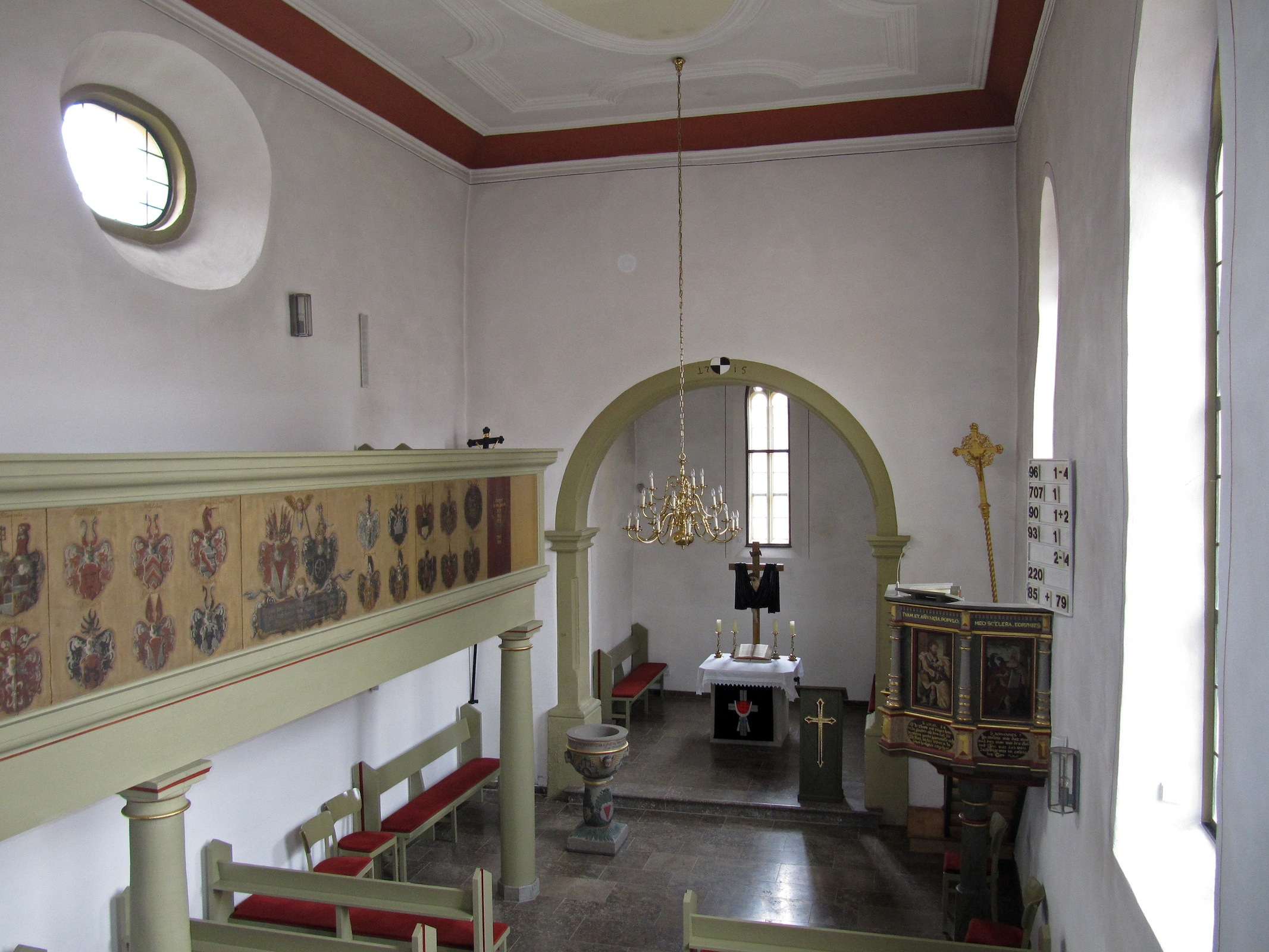
Blick zum Altar
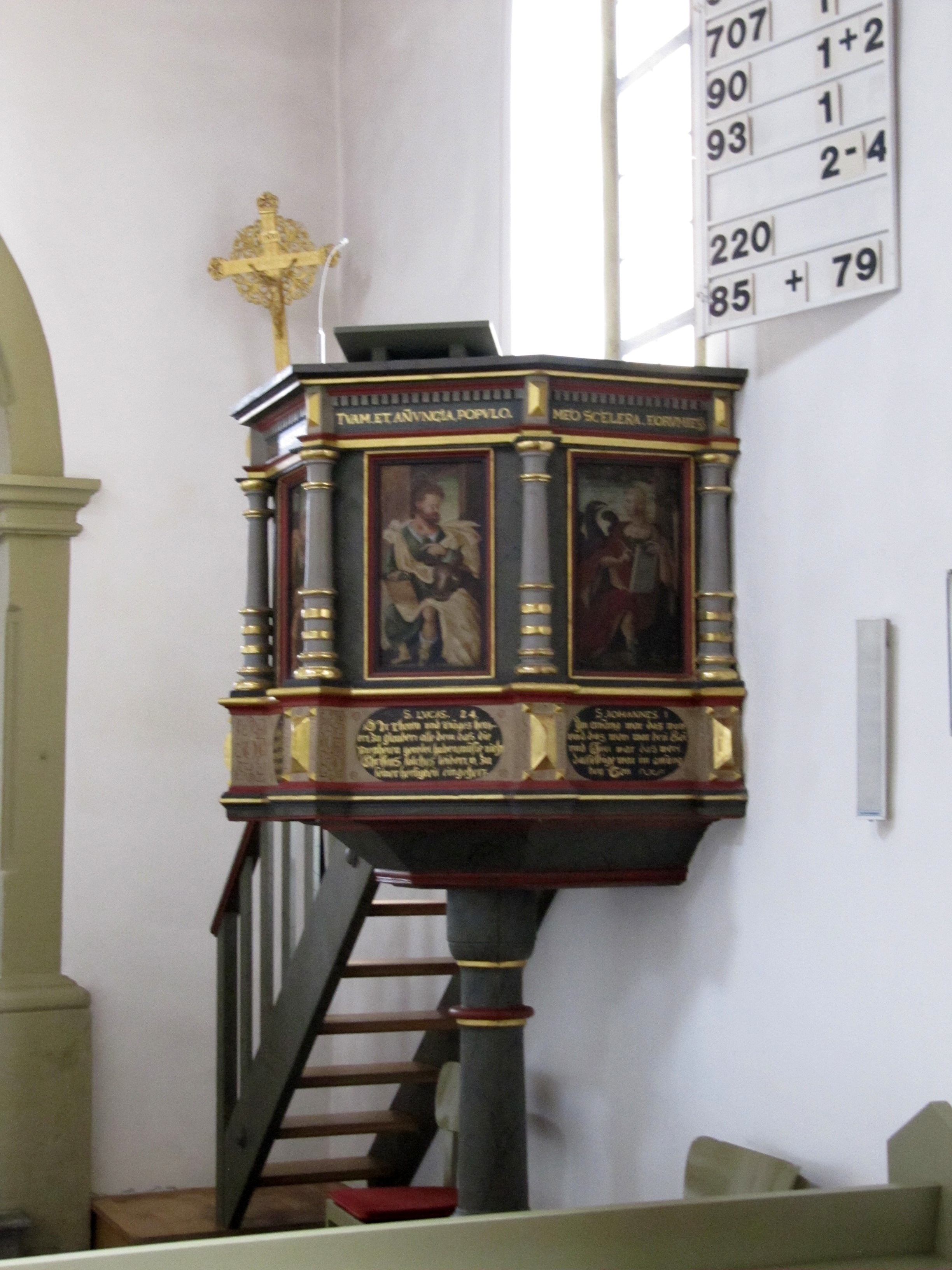
Kanzel der Pfarrkirche St. Michael
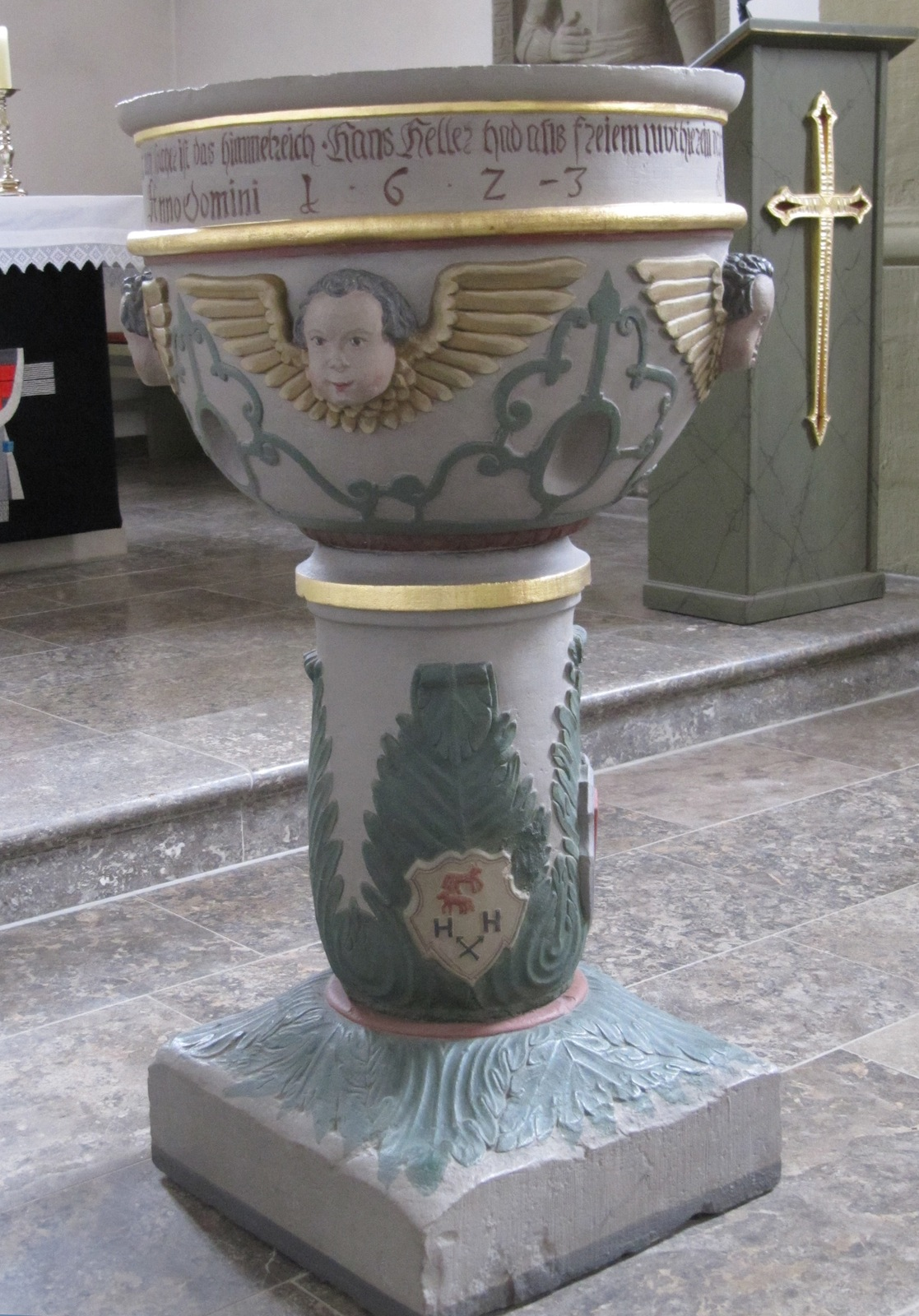
Taufstein

### Naturdenkmal

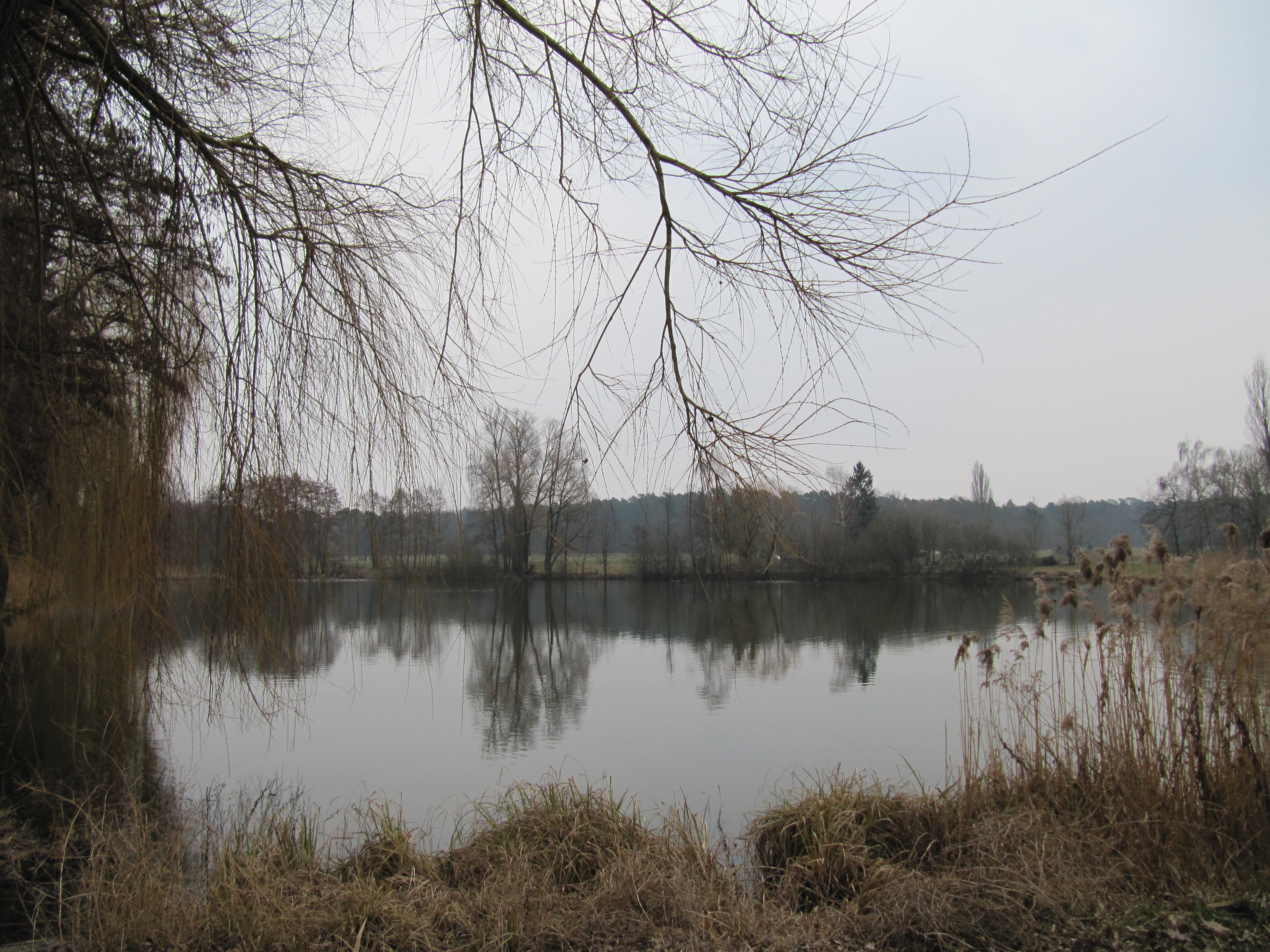
Dorfsee von Michelfeld

Der Dorfweiher mit seinem Randbewuchs wurde unter Naturschutz gestellt.

### Dorfmühle
Bereits in der Frühen Neuzeit besaß Michelfeld eine Getreidemühle, die für die Lebensmittelversorgung des Ortes bedeutend war. Sie wurde vom Wasser des sogenannten Unteren Sees gespeist, der vom Müller auch gereinigt werden musste. Die Anlage wurde im Jahr 1694 wieder aufgebaut, wahrscheinlich war sie durch die Einwirkungen während des Dreißigjährigen Krieges zerstört worden. Im April 1694 richtete man in der Anlage eine Schmiede ein. In der Mühle wurde zeitweise ein Gipswerk betrieben. Die Michelfelder Dorfmühle wurde um 1900 stillgelegt.

### Sport
Handball: Der SV  Michelfeld 1947 eV. ist ein ortsansässiger Handballverein, der seinen größten Erfolg mit der unterfränkischen Meisterschaft und den damit verbundenen Aufstieg in die fünftklassige Landesliga Nord hatte. Der SV Michelfeld nimmt mit zwei Herrenmannschaften, einem Damenteam und Nachwuchsmannschaften am Spielbetrieb des Bayerischen Handballverbandes (BHV) teil. Die erste Herrenmannschaft spielt 2023/24 in der fünftklassigen Handball-Landesliga und das Damenteam in der Bezirksklasse. 
- Unterfränkischer Meister und Aufstieg in die „Bayerische Landesliga“ 2019, 2023

## Wirtschaft und Infrastruktur
Die Wirtschaft wird durch die nahe Kreisstadt Kitzingen und das Mittelzentrum Ochsenfurt bestimmt. Trotzdem ist Michelfeld keine reine Wohngemeinde. Einige Einwohner sind in Handwerksbetrieben am Ort beschäftigt. Die Mehrzahl der Michelfelder verdient ihren Lebensunterhalt außerhalb. Die Landwirtschaft hat an Bedeutung verloren. Es gibt nur noch wenige landwirtschaftliche Vollerwerbsbetriebe.

## Persönlichkeiten
- Werner Brockmann (1908–verm. 1943), Pfarrer und Mitglied der Bekennenden Kirche, Pfarrer in Michelfeld 1937–1942
- Emil Dern († 1960), Sägewerksbesitzer und Stifter, Ehrenbürger von Michelfeld, Rödelsee und Wiesentheid[19]